# Бида, Сергей Олегович
Сергей Олегович Бида (13 февраля, 1993, Москва, Россия) — российский фехтовальщик на шпагах. Заслуженный мастер спорта России (2019). Серебряный призер Олимпийских игр 2020 года в командном турнире. Трёхкратный чемпион Европы в командных соревнованиях (2017—2019), двукратный призёр чемпионатов мира. Чемпион мира среди юниоров (2012). Двукратный победитель всемирной Универсиады в Тайбее (2017).

## Биография
Родился в 1993 году в Москве в спортивной семье. Бабушка по материнской линии — Валентина Растворова, олимпийская чемпионка 1960 года, пятикратная чемпионка мира и многократная чемпионка СССР по фехтованию на рапирах. Дед по материнской линии — Борис Гришин, заслуженный мастер спорта СССР по водному поло, серебряный и бронзовый призёр Олимпийских игр, неоднократный чемпион мира и СССР.
Мать — Елена Гришина, мастер спорта международного класса по фехтованию на рапирах, призёр чемпионатов мира, Европы, чемпионка СССР и России. Дядя — Евгений Гришин, олимпийский чемпион 1980 года, заслуженный мастер спорта СССР (водное поло).
В детстве увлекался теннисом, со временем стал заниматься водным поло, однако после того, как Сергею был поставлен диагноз — хронический гайморит, в 2006 году, по совету матери Елены Гришиной, отправился в школу фехтования «Динамо» Москва.
Окончил Российский государственный университет физической культуры, спорта, молодёжи и туризма по специальности «тренер по фехтованию».
Дочь — Анна Бида (род. 2017). Жена — Виолетта Бида (Храпина, род. 1994).
В июне 2023 года Сергей Бида вместе с женой уехали в США, где стали тренироваться и работать тренерами в Academy of Fencing Masters в Сан-Хосе. Там же занимается бывший российский фехтовальщик и зять президента ОКР Станислава Позднякова Константин Лоханов, уехавший в США в 2022 году. В июне Сергей и Виолетта Бида были отчислены из состава сборной России. Старший тренер сборной России по фехтованию Александр Глазунов лишился своего поста после отъезда супругов Бида.нет АИ Сергей Бида в нейтральном статусе принял участие в чемпионате США и выиграл его. Бида с супругой и Лохановым снялся в фильме Би-би-си «Олимпийские перебежчики в США». В нём спортсмены открыто говорят, что «решили уехать из России из-за начала войны с Украиной».
Бида был служащим Росгвардии (прапорщик в «Динамо»), а Виолетта — военнослужащей министерства обороны и числилась в ЦСКА. В ЦСКА заявили, что Виолетта Бида была уволена из ЦСКА в октябре 2023 года. Мать Биды в декабре 2023 года заявила, что он сообщил в России о завершении карьеры и выехал в США на лечение.
Через несколько месяцев после отъезда Сергей и Виолетта Бида были объявлены в России в розыск, став фигурантами уголовного дела «о самовольном оставлении части или места службы» (статья 337 УК РФ).

### Достижения
- Серебряный призер Олимпийских игр в Токио, 2020, в командном турнире.
- Чемпион России: 2010, 2012, 2014, 2016, 2017.
- Чемпион Европы среди юниоров: 2012.
- Чемпион мира среди юниоров в командных соревнованиях, бронзовый призёр чемпионата мира среди юниоров в личных соревнованиях: 2012.
- Бронзовый призёр чемпионата Европы до 23 лет в командных соревнованиях: 2013.
- Бронзовый призёр чемпионата Европы в командных соревнованиях: 2014.
- Серебряный призёр Первых Европейских игр в командных соревнованиях: 2015.
- Чемпион Европы до 23 лет в командных соревнованиях: 2016.
- Трёхкратный чемпион Европы в командных соревнованиях: 2017, 2018, 2019.
- Двукратный чемпион Всемирной летней Универсиады (в команде и в личных соревнованиях): 2017.
- Серебряный призёр чемпионата мира в личном турнире: 2019. Будапешт (Венгрия).

## Награды
- Медаль ордена «За заслуги перед Отечеством» I степени (11 августа 2021 года) — за большой вклад в развитие отечественного спорта, высокие спортивные достижения, волю к победе, стойкость и целеустремленность, проявленные на Играх XXXII Олимпиады 2020 года в городе Токио (Япония)[12].